# Nerf Arena Blast
Nerf Arena Blast (auch NAB oder Arena Blast) ist ein Ego-Shooter, der 1999 von Visionary Media entwickelt wurde. Das Spiel wurde veröffentlicht von Hasbro Interactive. Die Rechte liegen inzwischen bei Atari SA. Das Spiel wird vom Hersteller nicht mehr unterstützt, es gibt keine Weiterentwicklungen mehr von Atari.

## Besonderheit
Nerf Arena Blast ist weit weniger brutal als andere Ego-Shooter. So wird in dem Spiel kein Blut vergossen, man spielt mit bunten Waffen in bunten Arenen und verschießt statt Bleikugeln kleine Darts, Frisbies oder Kugeln. Statt andere Wesen zu töten, wirft man die Menschen hier nur aus dem Spiel, wobei sie statt Blut eine kleine Punktefahne hinterlassen, die eingesammelt werden kann. Es wird sogar von einer gewaltfreien Alternative zu Unreal gesprochen.

## Spielinhalt

### Einzelspielermodus
Im Einzelspielermodus ist man ein Mitglied der Amateur-Mannschaft Twisters. Die Nerf Association will einem Amateurteam die Aufnahme in die Profi-Liga ermöglichen. Dazu muss zuerst ein Kampf gegen andere Amateure in der Amateur-Arena gewonnen werden. Später spielt man dann gegen sechs Profi-Teams in insgesamt 22 Arenen. Man spielt in den drei Disziplinen Point-, Speed- und BallBlast. Jedes Team hat drei Arenen, in denen je eine Disziplin gespielt wird. Man spielt immer alleine gegen je fünf Spieler aus den anderen Teams. Außer den drei Arenen für jede Disziplin besitzen drei Teams eine Bonusarena.

#### Die Arenen
Amateur

Die Amateurarena besteht aus bunten Gängen. Hier gibt es nur die PointBlast-Disziplin. In dieser Arena sind, bis auf eine Waffe und Spezialschuhe, alle wesentlichen Dinge enthalten, auf die man später treffen kann, so dass man diese schnell kennenlernt. Trotzdem ist die Arena nicht allzu kompliziert.
Tribes

Die Tribes besitzen Arenen in der freien Natur, im Hintergrund sieht man Bäume, in den Arenen geht es durch Höhlen, durch Wasser und über Holzkonstruktionen. Die Arenen sind zum größten Teil unter freiem Himmel.
Orbiter

Die Orbiters besitzen Arenen innerhalb von Weltraumstationen, mit modernsten Geräten. Man sieht den Weltraum im Hintergrund. Einige Arenen haben in bestimmten Teilen verringerte Schwerkraft. Die Orbiters besitzen eine Bonusarena.
Barracudas

Die Barracudas besitzen Arenen unter Wasser, allerdings muss man nicht die ganze Zeit schwimmen, die meiste Zeit läuft man auf normalen Boden, allerdings gibt es hier eine Menge Bereiche, in denen geschwommen wird. Statt Himmel ist hier nur Wasser über dem Spieler.
Rockheads

Die Rockheads besitzen Arenen, die auf Asteroiden gebaut sind. Hier besteht häufiger als bei den Orbiters die Gefahr in den Weltraum zu fallen, was eine Menge Punkte kostet. Es gibt eine Bonusarena, in der kaum Schwerkraft herrscht und in der zwischen drei Asteroiden hin- und hergesprungen wird. Da das Fallen ins All 1000 Punkte kostet, ist das hier die größte Gefahr.
Tycoon

Die Tycoons besitzen Arenen, in den man sich zwischen und auf Hochhäusern befindet. Es besteht an vielen Orten die Gefahr tief zu fallen, was einige Lebenspunkte kosten kann.
Luna

Die Lunas besitzen Arenen auf dem Mond, allerdings herrscht hier keine verminderte Schwerkraft und es besteht keine Gefahr, in den Weltraum zu fallen. Es gibt hier viele Lifts und mehr Teleporter als in den übrigen Arenen. Die Lunas besitzen eine Bonusarena, in der es Wasser gibt. Man hat an vielen Stellen den Blick auf die Erde.
Championship

Die Championship-Arena besteht aus einem runden großen Platz in der Mitte und zwei Stockwerke mit Gängen drumherum. Durch diesen Aufbau muss man nicht lange nach Gegnern suchen, da in der Mitte immer welche zu finden sind. Durch die Höhen-Unterschiede kann man sehr schnell schweren Fallschaden erleiden.

### Multiplayermodus
In Nerf Arena Blast gibt es auch einen Multiplayermodus. Von Atari aus kann man im Internet alle drei Spieltypen spielen, allerdings hat die Community noch weitere Spieltypen entwickelt, die im Internet gespielt werden können. Nerf Arena Blast enthält bereits die Möglichkeit einen eigenen Server zu erstellen, der entweder im LAN oder im Internet sichtbar ist. Mehr zu den Entwicklungen der Community für den Multiplayermodus weiter unten.

### Spieltypen
PointBlast

Im PointBlast spielt man zehn Minuten lang um Punkte. Punkte gibt es durch das abschießen anderer Spieler, das abschießen von Zielen und das aufsammeln von Punkte-Fahnen, die abgeschossene Spieler zurücklassen.
BallBlast

Man erhält Punkte genau wie in PointBlast und durch das schießen von Bällen in bestimmte Tore. Es gibt sieben Bälle, die einzigartig sind und immer wenn sie im Tor landen irgendwo in der Arena erscheinen. Der siebente Ball erscheint, wenn ein Spieler alle sechs Bälle mindestens einmal eingelocht hat. Wenn ein Spieler alle Bälle einschließlich der Nummer sieben eingelocht hat, endet das Spiel. Es gewinnt der Spieler mit den meisten Punkten. Da die Bälle am meisten Punkte einbringen, hat man ohne sie sehr schlechte Chancen.
SpeedBlast

Speedblast ist ein Rennen. Man muss nacheinander alle sieben Fahnen passieren. Man bekommt Punkte wie in PointBlast und durch das Passieren von Fahnen. Das Spiel endet, wenn ein Spieler alle Fahnen in der richtigen Reihenfolge passiert hat. Wird man abgeschossen startet man bei der letzten passierten Fahne. Da die Fahnen am meisten Punkte einbringen, hat man ohne sie kaum Chancen.
Die PointBlast- und die BallBlast-Disziplin finden in der gleichen Arena statt, außer dass in der BallBlast-Arena zwei (bei den Orbiters drei) Tore enthalten sind, in die die Bälle hineingeschossen werden können. Die SpeedBlast-Arena ist jedoch vollkommen anders aufgebaut. In den Bonusarenen wird PointBlast gespielt.

### Waffen und andere Objekte
Es gibt in Nerf Arena Blast insgesamt elf verschiedene Blaster. In von Spielern erstellten Karten gibt es aber noch einige andere. Die Zahlen vor den Blasternamen geben die Taste an, mit der man den Blaster im Spiel auswählt. Sie sind nach der voreingestellten Reihenfolge im Spiel geordnet. Wenn vom Normalfall gesprochen wird, so ist gemeint, dass der Spieler 100 LP und kein Schild hat.
1 Secret Shot

Die Secret Shot verfügt über unbegrenzte Munition. Sie verschießt im Primärfeuer gelbe Darts, die dem Gegner geringen Schaden zufügen. Im Alternativfeuer werden orange Darts verschossen, die größeren Schaden verursachen, aber langsamer sind.
2 Ballzooka

Die Ballzooka verschießt kleine Bälle, die in Räumen umherspringen. Im Alternativfeuer wird eine grüne klebrige Masse verschossen, die größeren Schaden anrichtet und Spieler stoppt, die hereintreten oder getroffen werden. Allerdings ist die Reichweite hier sehr gering. Diese Waffe lädt Bälle.
3 Wildfire

Die Wildfire verschießt grüne Darts. Die Wildfire ist eine Schnellfeuerwaffe. Im Alternativfeuer werden zehn grüne Darts verschossen. Aus kurzer Distanz kostet das einen Gegner im Normalfall alle Lebenspunkte. Diese Waffe lädt Darts.
4 Scattershot

Die Scattershot verschießt eine Kugel Schrotfeuer. Je höher die Distanz, desto ungenauer ist das Feuer. Im Alternativfeuer wird der Schuss genauer, stärker und richtet Schaden in einem größeren Bereich an. Im Normalfall kostet hier ein Treffer aus kurzer Distanz alle Lebenspunkte. Das Alternativfeuer kostet vier Munitionseinheiten. Diese Waffe lädt Streuball-Munition.
5 NerfCannon (auch MightyMo)

Die NerfCannon verschießt einen Ball, der Gegner mehrere Meter zurückwirft. Der relativ große Ball explodiert beim Kontakt mit Gegnern anderen Projektilen oder nach einer gewissen Zeit. Im Alternativfeuer wird ein schwächerer Ball verschossen, dessen Explosion jedoch gesteuert werden kann. Diese Waffe lädt NerfCannon-Bälle.
6 Pulsator

Der Pulsator verschießt Doppelprojektile, die bei einem Treffer auf den richtigen Punkt am Gegner bewirken, dass dieser seine Waffe verliert. Interessanter ist jedoch das Alternativfeuer. Hier werden im Schnellfeuer Minibälle verschossen, die einen Gegner sehr schnell besiegen. Da hier kein Nachteil wie lange Ladezeit, Ungenauigkeit, lange Flugdauer oder Gefahr durch hohe Durchschlagskraft besteht, ist das Alternativfeuer des Pulsators wohl die beste Allroundwaffe im Spiel. Diese Waffeln lädt dieselben Bälle wie die Ballzooka.
7 Triple Strike

Die Triple Strike ist ein Raketenwerfer, der langsame, aber sehr starke Raketen verschießt. Die Raketen haben eine enorme Durchschlagskraft und richten so sehr großen Schaden an. Spieler, die weniger als 100 Energieeinheiten im Anzug haben, sind oft durch einen Direkttreffer sofort besiegt. Auf der Triple Strike sind vorne drei Stecker, auf der die Raketen aufmontiert werden, sie muss also nachgeladen werden, wenn drei Raketen verschossen werden. Im Alternativfeuer werden die alle Raketen verschossen, die noch auf der Triple Strike aufmontiert sind. Wenn 3 Raketen darauf stecken, ist die Durchschlagskraft so hoch, dass ein Spieler durch einen direkten Treffer oder einen sehr nahen Treffer im Normalfall sofort besiegt wird. Einziger Nachteil ist wie oben erwähnt die lange Flugdauer. Diese Waffe lädt Raketen.
8 Hyper Strike

Die Hyper Strike verschießt ebenfalls Raketen. Diese fliegen sehr schnell und richten ähnlichen Schaden wie die Triple Strike an. Allerdings sind sie ungenauer und haben kaum Durchschlagskraft. Dadurch ist sie auch im Nahkampf geeignet. Im Alternativfeuer kann man durch ein Fernrohr entfernte Spieler treffen. Diese Waffe lädt Raketen.
9 Sidewinder

Der Sidewinder verschießt Frisbies. Wenn man auf einen Spieler zielt, wird das Fadenkreuz nach einiger Zeit rot. Ist das Fadenkreuz rot, drehen sich die Frisbies so, dass sie den Spieler treffen. Wenn der Spieler sich also nicht schnell bewegt, etwa um auszuweichen, wird er garantiert getroffen. Die Frisbies prallen mehrfach von den Wänden ab, was sie in engen Räumen gefährlich für alle Spieler macht. Im Alternativfeuer kann man eine der Frisbies selbst steuern. Wenn eine selbstgesteuerte Frisbie einen Spieler trifft ist dieser im Normalfall sofort besiegt. Allerdings sind die Friesbies schwierig zu steuern und man hat in dieser Zeit keine Chance die eigene Figur zu steuern, was sie zu einem leichten Ziel macht. Man kann den Flug jederzeit abbrechen und die Frisbie explodieren lassen. Gesteuerte Frisbies prallen nicht von den Wänden ab. Diese Waffe lädt Disks.
0 Whomper

Der Whomper verschießt reine Energiebälle, die sich beim Treffen auf Spieler oder Wände stark ausdehnen und einen bestimmten Bereich treffen, wobei sie jeden getroffenen sofort besiegen. Im Alternativfeuer wird ein noch größerer und schnellerer Ball gefeuert. Man darf sich aber hier während des Schießens nicht treffen lassen, da man sonst selbst besiegt ist. Durch die Größe der Energiebälle und ihr sofortiges Ausdehnen, wenn sie auf Wände treffen, sollte man nur auf entfernte Zielen treffen. Im Nahkampf ist der Whomper also absolut unbrauchbar und eher eine Gefährdung für den Spieler, da ein „Selbstrauswerfen“ 1000 Punkte kostet. Der Whomper ist als einzige Waffe nicht in jeder Arena, er fällt bei den Tribes und in der Amateur-Arena. In anderen Arenen ist er im Gegensatz zu anderen Waffen meist auf irgendeine Weise versteckt.
1 BallBlaster

Der Ballblast wird mit Bällen in BallBlast geladen. Erst ist nur dazu da um die Bälle ins Tor zu befördern. Im Alternativfeuer werden die Bälle sehr schnell hintereinander ins Tor befördert. Er ist logischerweise nur in BallBlast benutzbar.
SuitPower +/SuitPower Plus

Das Suite Power + gibt dem Energieanzug des Spielers Lebenspunkte zurück, die er durch Angriffe verloren hat. Es gibt eine große und eine kleine Ausgabe dieses Objekts. Die große ist ein gelbes Gebilde, das auf dem Boden liegt und so aussieht, als wären Batterien eingebaut. Es gibt 50 von 100 Lebenspunkten zurück. Die kleine Ausgabe sieht wie ein kleiner gelber offener Ring aus und gibt 25 Lebenspunkte zurück.
MegaPower

Das MegaPower sieht aus wie ein Rucksack und gibt dem Spieler 100 Punkte in den Energieanzug. Mit diesem Objekt kann man auf eine Gesamtgesundheit von 200 Lebenspunkte kommen, was sonst nicht möglich ist.
ElectricShield

Das ElectricShield wird als Rüstung dargestellt. Es verstärkt den Energieanzug und lässt von Geschossen nur wenige Schadenspunkte durch, den Rest fängt es ab. Durch längeren Beschuss, oder den Beschuss mit schweren Waffen wie Raketen, bricht der Schuld jedoch zusammen. Ein bis zwei Raketen reichen, um den Schild vollkommen verschwinden zu lassen.
MegaJump

MegaJump ermöglicht sehr hohe Sprünge und schützt vor Fallschaden. Es wird in der Arena als blaugrüner Stiefel dargestellt.
MegaSpeed

Durch MegaSpeed kann der Spieler sehr schnell laufen und weiter springen. MegaSpeed wird in der Arena als rotgrüner Stiefel dargestellt.
Munitionspakete

Die Munitionspakete liegen an vielen Orten in den Arenen, durch ihr Aussehen ist sofort erkennbar worum es sich handelt.

## Die Community heute

### Arbeiten der Community
Im Multiplayermodus gibt es dieselben Spieltypen und noch einige andere, die durch Modifizierungen der NAB-Community entstanden sind, wie Capture the Flag (CTF). Es gibt noch einige aktive Server. Zu erwähnen sind hier Sahibs Server und die Server von Grumphys Cave. Es sind über 600 neue NAB-Maps entstanden. Um z. B. CTF-Server besuchen zu können, muss man das CTF-Mod in der Version 2.0 installiert haben. Fast alle Karten, Mods und andere Änderungen gibt es im NAB-Community Pack. Mehr zum Community Pack weiter unten. Außerdem empfiehlt sich hier der NAB Updater, der automatisch neue Pakete Downloaded und so immer garantiert mit den Servern verbunden werden zu können (und Probleme behebt, die durch das Community Pack entstehen können). Der NAB Updater funktioniert nur, wenn das Community Pack installiert ist. Bedingung zum Verbinden mit vielen Servern ist außerdem ein Spiel auf Version 1.2 (letztes Patch von Atari). Sollte sich das Spiel nicht bereits in Version 1.2 gekauft worden sein, kann man das Update noch herunterladen. Der Patch ist außerdem im Community Pack enthalten.

### Foren und Spieler
Es gibt eine nicht sehr große, jedoch seit 7 Jahren immer noch aktive Community für NAB. Die Sprache in den meisten aktiven Foren und auf den meisten Webseiten zu NAB ist englisch. Die größte Community ist wohl das Ezboard. Noch immer sind auf Sahibs Servern und den Servern von Grumphys Cave täglich Spieler online. Allerdings sind es meist nicht sehr viele. Obwohl das Spiel inzwischen ziemlich alt ist, werden in der Community noch immer Mods, Packs und Maps erstellt. Das Forum ist noch immer aktiv.

### Das Community Pack
Das oben bereits erwähnte Community Pack sollte man sich zum Spielen auf NAB Servern unbedingt herunterladen; es enthält über 600 Maps von Usern, Sounds, Texturen, neue moderne Icons für das Spiel, ein Patch für NerfEd, den Patch von NAB auf Version 1.2 und einen Patch, welches das Spielen ohne CD ermöglicht. Das Community Pack wurde von der NAB-Community programmiert. Zusammen mit dem NerfUpdater stellt es sicher, dass die Spieler trotz der vielen Mods und neuen Maps auf dem gleichen Stand sind und so keine Probleme auftreten.

## Demo
Von NAB gibt es auch eine Demoversion, in welcher die Amateurarena und die Tribes-Arena für BallBlast enthalten sind. Somit lernt man nur Point- und BallBlast kennen. Der Multiplayermodus ist in der Demo nicht enthalten.

## NerfEd
NerfEd ist ein Programm, das mit NAB mitgeliefert wurde. Es dient der Erstellung von NAB-Maps. Das Programm läuft, so wie es auf der CD mitgeliefert wurde bei sehr vielen Systemen nicht. Allerdings ist im Community Pack ein Patch enthalten, der NerfEd wieder funktionsfähig macht.